# Roland Mertens

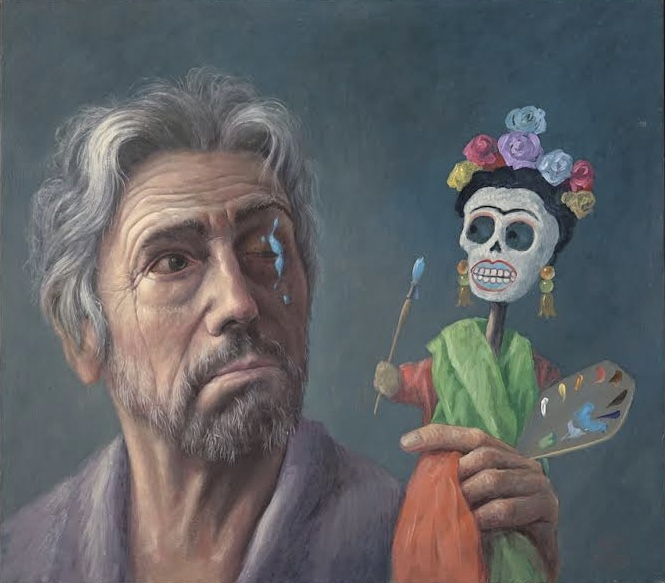
Roland Mertens, Selbstbildnis, Hamlet am Limit, 40 × 45 cm

Roland Mertens (* 19. Februar 1952 in Mausbach) ist ein deutscher Bildender Künstler, Maler, Aktionskünstler, Geschichtenerzähler und Schauspieler.

## Leben und Werk
Roland Mertens bewarb sich noch als Schüler an der Werkkunstschule Dortmund um ein Praktikum mit dem Schwerpunkt druckgrafischer Techniken, das er 1968 als 16-Jähriger begann. Im darauf folgenden Jahr begann er sein Studium an der Kunstakademie Düsseldorf bei Joseph Beuys.
Schon während seiner Studienzeit reiste Mertens 1972 nach Ostanatolien, um dort im Rahmen eines Forschungsprojektes von Armen Hakhnazarian gemeinsam mit dem Architekturfotografen Gundolf Bruchhaus Aufmaße und Pläne von armenischen Klöstern und Kirchen zu zeichnen. Ab 1972 fertigte er Zeichnungen und Radierungen in der Art des Giovanni Domenico Tiepolo und Pietro Longhi an sowie Illustrationen zu spanischen Schelmenromanen aus der Mitte des 17. Jahrhunderts. Sein künstlerisches Handwerk lernte er nicht nur an der Kunstakademie, sondern ab 1976 gezielt bei dem Restaurator Herbert Szusisch in Innsbruck/Österreich.
Im Jahr 1980 zog Mertens für sechs Monate nach Griechenland, um im Auftrag des Erzbischofs von Mytilini auf Lesbos im Kloster Agios Limonos byzantinische Fresken freizulegen und zu restaurieren. Für das Kasteel Aldenghoor bei Roermond entwarf und realisierte Mertens 1982 ein Jagdzimmer mit Wandgemälden zum Artemis Zyklus. Mit Beginn der 1980er Jahre wurde er von Sammlern und Galeristen mit wissenschaftlichen Expertisen und Wertermittlungen von Altmeistergemälden beauftragt.
Der Kunsthistoriker Wolfgang Becker schreibt dazu:

„Der Aachener Mertens hat an der Düsseldorfer Kunstakademie studiert und früh begonnen, mit Antiquitäten, Restauratoren und Bildern alter Meister umzugehen. In diesem Kreis ist er heute ein gesuchter Retoucheur – und ein meisterhafter Zeichner und Maler im barocken Stil.“

In den Jahren 1986 bis 1993 entwarf er vier Serien von klassischen Stillleben, die von der Pharmavertriebsgesellschaft Alliance Healthcare Deutschland aufwendig reproduziert und als Jahreskalender in großen Auflagen gedruckt wurden. Zugleich fertigte er 1992 anlässlich der Aufnahme von Arrigo Castellani in die Accademia della Crusca in Florenz eine allegorische Bemalung auf einer 300 Jahre alten Getreideschaufel nach einem Zitat von Francesco Petrarca an. Ein Jahr später erstellte er den Werkzyklus Prinzessinnen, mehrere allegorische Frauenportraits mit rätselhaften Attributen.
Ab 2000 entstanden zahlreiche Geschichten mit erzählenden Objekt-Arrangements sowie eine große Anzahl von bemalten Schieferplatten und Objekten mit zuweilen humorvollen oder ironischen Schilderungen, ebenso Rahmenkästen mit ausgefallenen Fundstücken und kalligraphisch bemalter Verglasung sowie Landschaften von kleinen Sehnsuchtsorten im Miniaturformat bis hin zu monumentalen Veduten.
In späteren Jahren entstanden neben skurrilen Tierdarstellungen zunehmend zeitkritische Darstellungen.
Roland Mertens lebt und arbeitet zusammen mit der Künstlerin Vera Sous, einer Tochter des Künstlers Albert Sous, in einer Ateliergemeinschaft in Aachen. Er hat drei erwachsene Kinder.

Bildauswahl
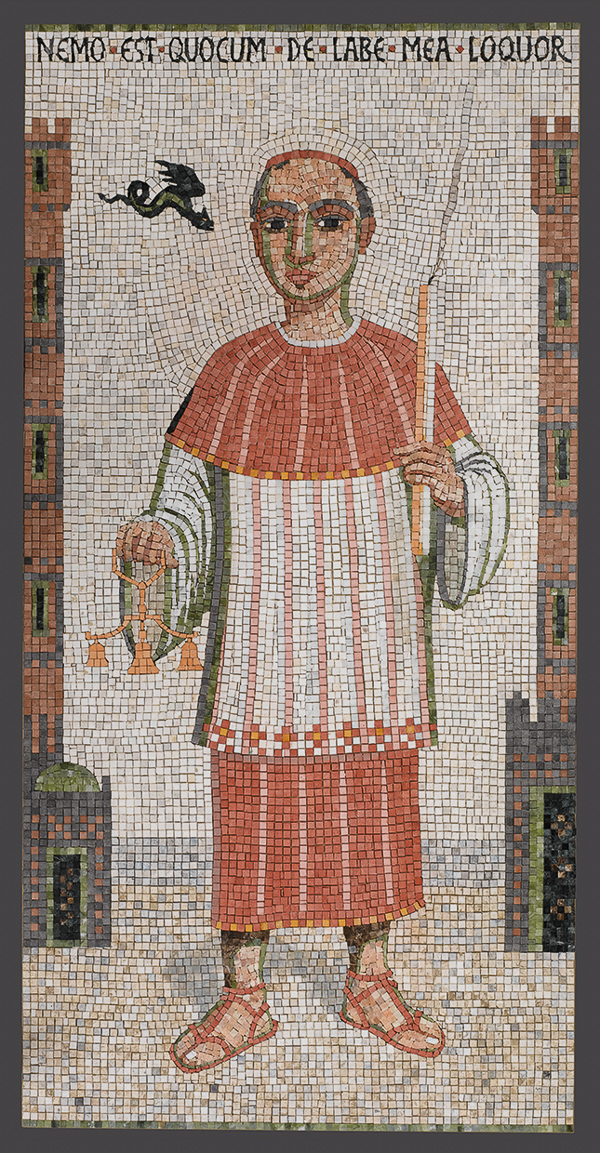
Da ist niemand, mit dem ich über meine Schande sprechen kann, Mosaik, 160×80 cm, 2015
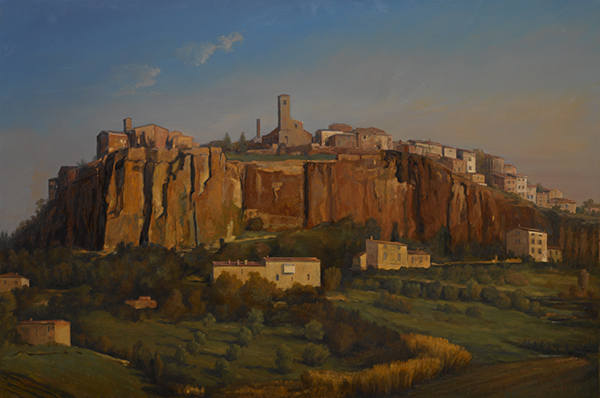
Orvieto, Öl auf MDF, 80 × 120 cm, 2012
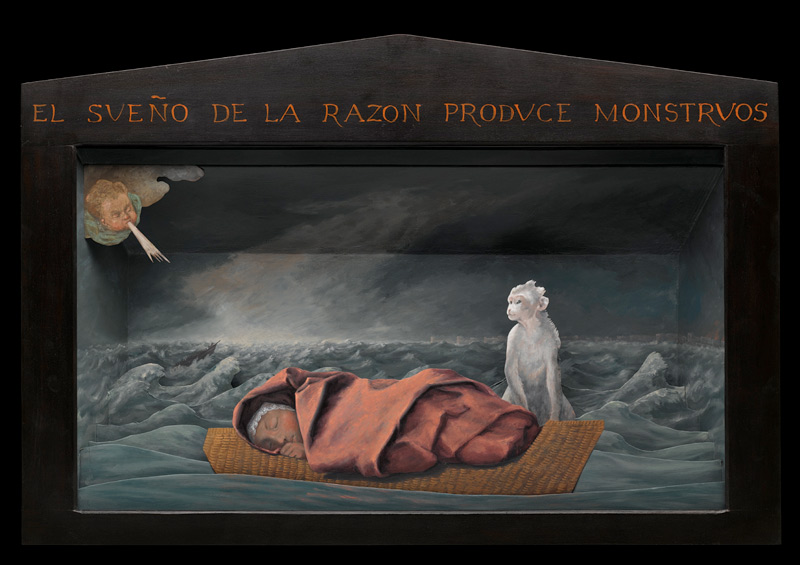
El Sueno, Holz, Kupferblech, Öl, 73×109 × 18 cm, 2014
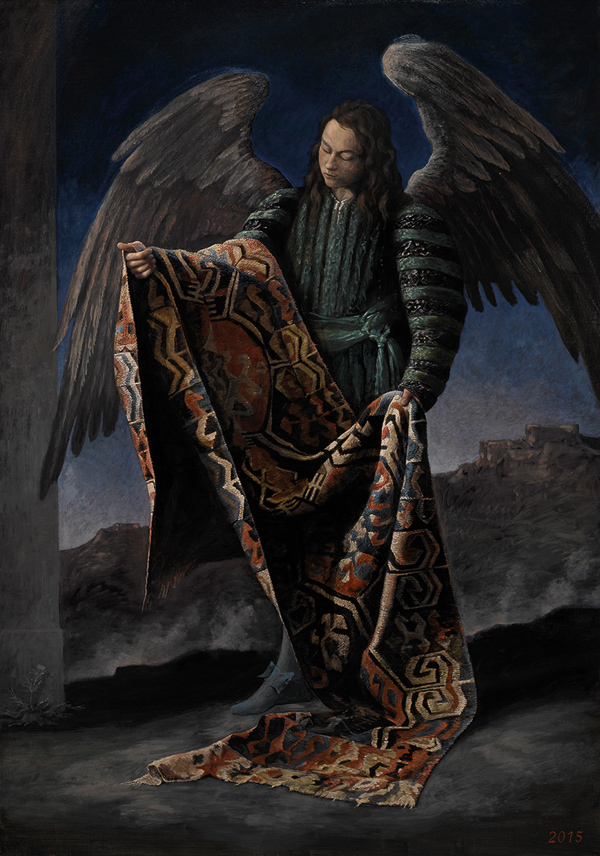
Kelim, Öl auf Sperrholz, 244×171 cm, 2015

## Ausstellungen
Einzelausstellungen (Auswahl)
- 2000: Der König, eine Figur als zeremonielles Ereignis, Installation auf 800 m², Objekte, Gemälde auf Schiefer und Leinwand, Aula Carolina, Aachen
- 2003: Zeitreise, in der Ausstellung: Ex Oriente Isaak und der weiße Elefant – von Bagdad nach Aachen, Galerie S. Aachen[3]
- 2012: Das rätselhafte Vermächtnis der Caroline Wirz – Entdeckungen in einem Westwallbunker, Installation eines Bunkerraumes vom Westwall mit exotischen Fundstücken und Briefen aus fernen Ländern; Suermondt-Ludwig-Museum, Aachen[4]
- 2014: Same same but different, Ausstellungen Galerie Raf van Severen, Antwerpen[5][6] und beim Eschweiler Kunstverein im Eschweiler Talbahnhof[7]
- 2016: Kelim,  Suermondt-Ludwig-Museum und Citykirche St. Nikolaus, Aachen[8][9]
- 2017: Kleine Kommentare zur Zeitgeschichte, Ausstellung Galerie S., Aachen
- 2019: Deppen wie Du und ich, Ausstellung Galerie 45, Aachen[10]
- 2021: Tarzan und seine Freunde, Monografische Ausstellung, Galerie Einmalich, Roetgen[11]
- 2023: Den Anstiftern zu stetigem Wohlstand, Ausstellung LOGOI – Institut für Philosophie und Diskurs, Aachen[12]
- 2023: Nicht für jeden was dabei, Ausstellung Eurode Bahnhof, Herzogenrath[13]

Gruppenausstellungen (Auswahl)
- 2006: Im Atelier. Dans l’Atelier. In’t Atelier, Ausstellung mit Werken der Künstler des gleichnamigen Fotobildbandes im Ludwig Forum für Internationale Kunst, Aachen, im IKOB – Museum für zeitgenössische Kunst, Eupen (Belgien), im Cultureel Centrum, Hasselt (Belgien) und im Huis voor de Kunsten, Roermond (Niederlande)
- 2006: Drive-In, anlässlich der Weltreiterspiele 2006 in Aachen, Installation Flohzirkus, Ludwig Forum für internationale Kunst, Aachen
- 2018: Lust der Täuschung – Von antiker Kunst bis zur Virtual Reality, Security, Trompe l´oeil, Ludwig Forum für internationale Kunst, Aachen[14]
- 2022: Kunstwerkstatt Euregio, Museum Zinkhütter Hof, Stolberg

Aktionen, Theater, Dichtung, Musik (Auswahl)
- Ab den 1980ern: E-Gitarre in verschiedenen Konstellationen, wie etwa Joe Spencer and his only Friend
- 1998: Entwurf von Bühnenbild und Kostüm zum Stück Gulliver für das Schlosstheater Moers
- 2011: Nimm Zwei, Auf Einladung von Joe Zimmermann, Performance mit Gesprächen und Musik, Theater Aachen
- 2012: Eine kleine Zauberflöte, Classica Expo Rom, La Strega
- 2013: La Bocca della Verita, Aktion: Dieses Maul frisst, was dir am Herzen liegt, Ludwig Forum für internationale Kunst, Aachen, Lange Nacht der Museen
- 2017: Eine kleine Zauberflöte für Kinder von Compagnia Raccontar Cantando, Trio Dell’ Arcimboldo und Roland Mertens – als Maler, Sprecher & Erste Dame, im Rahmen der Musikfestspiele Potsdam Sanssouci